# Tar-kői-kőfülke
A Tar-kői-kőfülke 1982 óta Magyarország fokozottan védett barlangjai közül az egyik. A Bükki Nemzeti Park területén lévő Felsőtárkányon található. Az európai középső pleisztocén faunafejlődés fontos lelőhelye. Felső pleisztocén leletek is előkerültek. A faunára sztratigráfiai egység, a tarkői fázis épül. Az itt folytatott munka példamutató együttműködés jelképévé vált az amatőr barlangászok és a hivatásos barlangkutató szakemberek között.

## Leírás
A Tar-kői-kőfülke a Tar-kő csúcsa alatt, egy sziklafal aljában nyílik. Meglehetősen nehezen megközelíthető. A csúcstól keleti irányban, a hegy oldalában, 812 méter tengerszint feletti magasságban van a bejárata. A sziklaeresz kinézetű üreg 18 méter széles, 10 méter hosszú és két méter magas. Triász időszaki mészkőben, a Bükkfennsíki Mészkő Formáció Tarkői tagozatában alakult ki. A Bükki Nemzeti Park Igazgatóságának az engedélye szükséges a látogatásához. Nem ajánlott bemenni az omlékony kitöltés miatt.
Európában egyedülálló, 15 000 darabos, őslénytani anyagot gyűjtöttek össze és határoztak meg innen. Az európai, középső pleisztocén kori faunafejlődés fontos lelőhelye. A leletanyag a denevérek maradványain kívül, 80 gerinces faj maradványait tartalmazta, amelyek az európai, középső pleisztocén adott szakaszáról egyedülállóan teljes képet nyújtanak. Előkerült többek között a barlangi medve őse (Ursus deningeri), barlangi hiéna, hím barlangi oroszlán, jávorszarvas, tarajos sül, ősbölény, farkas (Canis mosbachensis), párduc, zerge, kőszáli kecske, gyökeresfogú pocok, nagy méretű cickányféle (Beremendia fissidens), vízipocok és lemming.
A két törpehörcsögfaja közül az egyik az Éhik Gyula nevét viselő Allocricetus éhiki. Halak, kétéltűek és hüllők maradványai is voltak a kitöltésben. Jelentős volt a felfedezett 20 madárfaj is, köztük a császármadár ősi alakja, egy kihalt vércsealfaj, egy ősi macskabagoly, a sarlósfecske két kihalt alakja és egy tarkaharkály. A növényi leletek között jelentős számban találták meg az ostorfa magjait. A felfedezők a felső pleisztocén kitöltésben egy felső őskőkorszaki jellegű, szépen kidolgozott, ferdén csonkított pengét is találtak.
1976-ban volt először Tar-kői-kőfülke néven említve a barlang az irodalmában. Előfordul irodalmában Tarkő-fülke (Kadić, Mottl 1944), Tarkő fülke (Kadić, Mottl 1944), Tarkői-barlang (Bertalan 1976), Tarkői fülke (Barbie 1942), Tarkői fülkésbarlang (Bertalan 1976), Tarkői-kőfülke (Bertalan, Schőnviszky 1976), Tarkői kőfülke (Schőnviszky 1937) és Tarkői sziklaüreg (Bertalan 1976) neveken is.

## Kutatástörténet
Turisták és vadászok régóta tudtak róla. Első írott említése 1934-ben történt. Kadić Ottokár 1929-ben vizsgálta, de ásatást csak 1942-ben végzett benne Mottl Mária 1939-es próbaásatása után. Kadić Ottokár 1943-ban feltérképezte. Ebben az évben pár szóban, 1944-ben pedig részletesen nyomtatásban ismertette. A Magyar Természettudományi Múzeum Őslénytárába került ezeknek a feltárásoknak a gazdag nagyemlős csontanyaga. Dancza János léghőmérséklet méréseket folytatott benne. 1958-ban az egri Dobó István Gimnázium Barlangkutató Csoportja kutatásokat végzett itt, kezdetben Estók Bertalan és Lengyel Gábor tanárok vezetésével az Imó-forrás korábbi kitörési pontját keresve. A hátsó falnál alul lévő méternyi vastag kalcitkérget áttörték. Nem fedeztek fel hosszú szakaszt, de őslénytani leletekben gazdag részt sikerült feltárniuk. Az újonnan talált belső üreget kitöltő vörösagyag sok pleisztocén kori csontmaradványt tartalmazott.
1960 és 1965 között Jánossy Dénes vezette az ásatásokat, amihez a feltáró csoport tagjai nyújtottak segítséget nyári kutatótáboraik során. 1965-ig körülbelül 12 tonna agyagot termeltek ki, majd szállítottak le és mostak át. Vértes László 1965-ben napvilágot látott könyve szerint a Tarkő fülke bejárata Felsőtárkány szélén, a Tar-kő csúcsa alatt, majdnem 900 m tszf. magasságban van. Mottl Mária 1939-ben, Kadić Ottokár 1942-ben próbaásatást végeztek benne, akik würm, barlangi medvés faunát gyűjtöttek belőle. Keresték a barlang folytatását és feltúrták kitöltését egri turisták az elmúlt években. A munkájukat támogató Jánossy Dénesnek átadtak egy szépen kidolgozott, ferdén csonkított, felső paleolit jellegű pengét, amelyet a felső pleisztocén kitöltésben találtak egybehangzó állításuk szerint.
1959-ben ásatást végeztek a barlangban Vértes László és Jánossy Dénes, akik ekkor értékes, würm glaciálisnál idősebb faunát fedeztek fel. A würm réteg szegényes volt, és sem faszén, sem felhasított csontok, vagy más nyom nem utaltak arra, hogy az ember egykor ott tartózkodott. 1976-ban vált országos jelentőségű barlanggá az 5300-as (Bükk) barlangkataszteri területen lévő, felsőtárkányi Tarkői-kőfölke. Az 1976-ban kiadott, Bertalan Károly és Schőnviszky László által összeállított Magyar barlangtani bibliográfia barlangnévmutatójában meg van említve a Bükk hegységben elhelyezkedő barlang Tarkői-kőfülke néven. A barlangnévmutatóban fel van sorolva 6 irodalmi mű, amelyek foglalkoznak a barlanggal.
Az 1976-ban befejezett Magyarország barlangleltára című kéziratban az olvasható, hogy a Bükk hegységben, Felsőtárkányon lévő Tar-kői-kőfülke további nevei Tarkői-barlang, Tarkői sziklaüreg és Tarkői fülkésbarlang. A Tar-kő csúcsa alatt DK-re található nagy sziklafal aljában, 810 m tszf. magasságban van a tág és lapos bejárata. A barlang 18 m hosszú és kb. 11 m mély. Csaknem teljesen eltömődött régi barlang. Turisztikai hasznosítása van. Típusfauna, több új faj lelőhelye. A kézirat barlangra vonatkozó része 1 irodalmi mű alapján lett írva. Az 1976. évi MKBT Beszámolóban szó van arról, hogy a barlangkutatók gyakran találnak csontmaradványokat, vagy régészeti leleteket, és ha azokat jelentették a szakembereknek, akkor olyan jelentős felfedezésekre kerülhetett sor, mint pl. a Tarkői-kőfülke őslénytani feltárása. Az 1976-ban összeállított országos jelentőségű barlangok listájában lévő barlangnevek pontosítása után, 1977. május 30-án összeállított országos jelentőségű barlangok listáján rajta van a Bükk hegységben, Felsőtárkányon található barlang Tar-kői-kőfülke néven.
Az 1977. évi Karszt és Barlangban lévő, Jánossy Dénes által írt áttekintésben szó van arról, hogy a felsőtárkányi Tarkői-kőfülke vörösagyagának a maga nemében egyedülálló középső pleisztocén sorozata van. A középső pleisztocén eddig ismeretlen biozónáját képviselő (tarkői-faunahullám) lelőhely sok ezer leletével változatos finomrétegtani egymásutánt, és eddig 8, a tudományra nézve új madár- és emlősfajt, illetve alfajt adott. Amatőr barlangkutatók és szakemberek közötti példamutató együttműködés jelképe a tar-kői ásatássorozat. A publikációban van egy Magyarország térkép, amelyen azoknak a Magyarországon lévő barlangoknak a földrajzi elhelyezkedése figyelhető meg, amelyek őslénytani leleteik miatt ismertek. A térképen látható az Északi-középhegység lelőhelyei közé sorolt Tarkői-kőfülke földrajzi elhelyezkedése. A tanulmányban van egy fekete-fehér fénykép, amelyen a Tarkői-kőfülke előtere figyelhető meg. A folyóirat 1977. évi különszámába bekerült az áttekintés angol nyelvű változata. Ebben a tanulmányban is közölve lett a térkép, amelyen Tarkő Rock Shelter a barlang neve.
Az 1979-ben kiadott Barlangok a Bükkben című könyvben szó van arról, hogy az ősrégészetileg rendkívül jelentős Tar-kői-kőfülke 850 m tszf. magasságban nyílik. Barlangkutató diákok nyomán a Természettudományi Múzeum vette észre, hogy állatcsontokat találtak bontás közben. A szakemberek folytatták a munkát, és a maga nemében egyedülálló, több ezer leletből álló, középső pleisztocén tarkői faunahullám maradványát tárták fel. A barlangból 8, a tudósok által még nem ismert állatfaj lett leírva. A könyvhöz mellékelt, a Bükk hegység barlangokban leggazdagabb területét bemutató térképen látható a 104-es számmal jelölt barlang földrajzi elhelyezkedése. Az 1980. évi Karszt és Barlang 1. félévi számában publikálva lett, hogy a kiemelt jelentőségű Tarkői-kőfülke az 5300-as barlangkataszteri területen (Bükk hegység) helyezkedik el. A barlangnak 5343/2. a barlangkataszteri száma. Az MKBT Dokumentációs Bizottsága a helyszínen el fogja helyezni, a többi kiemelt jelentőségű barlanghoz hasonlóan, a barlang fémlapba ütött barlangkataszteri számát. A barlangkataszteri szám beütéséhez alapul szolgáló fémlap ugyanolyan lesz mint a többi kiemelt jelentőségű barlang fémlapja.
1982. július 1-től az Országos Környezet- és Természetvédelmi Hivatal elnökének 1/1982. (III. 15.) OKTH számú rendelkezése (1. §. és 3. §., illetve 5. sz. melléklet) értelmében a Bükk hegységben lévő Tar-kői-kőfülke fokozottan védett barlang. Fokozottan védett barlang őslénytani jelentősége miatt lett. Az 1982. szeptember–októberi MKBT Műsorfüzetben meg van említve, hogy a Bükk hegységben található Tar-kői-kőfülke fokozottan védett barlang. A felsorolásban a barlangnevek az MKBT által jóváhagyott és használt helyesírás szerint, javított formában lettek közölve.
Az 1984-ben megjelent Magyarország barlangjai című könyvben van egy Magyarország térkép, amelyen azoknak a Magyarországon lévő barlangoknak a földrajzi elhelyezkedése figyelhető meg, amelyek őslénytani leleteik miatt legismertebbek. A térképen látható a Tar-kői-kőfülke földrajzi elhelyezkedése. Az országos barlanglistában szerepel a Bükk hegységben lévő barlang Tar-kői-kőfülke néven Tarkői-barlang, Tarkői sziklaüreg és Tarkői fülkésbarlang névváltozatokkal. A listához kapcsolódóan látható az Aggteleki-karszt és a Bükk hegység barlangjainak földrajzi elhelyezkedését bemutató 1:500 000-es méretarányú térképen a barlang földrajzi elhelyezkedése. 2001. május 17-től a környezetvédelmi miniszter 13/2001. (V. 9.) KöM rendeletének értelmében a Bükk hegység területén lévő Tar-kői-kőfülke fokozottan védett barlang. Egyidejűleg a fokozottan védett barlangok körének megállapításáról szóló 1/1982. (III. 15.) OKTH rendelkezés hatályát veszti.
A 2005-ben napvilágot látott Magyar hegyisport és turista enciklopédia című kiadványban önálló szócikke van a barlangnak. A szócikk szerint a Tar-kői-kőfülke a Bükk hegységben található és fokozottan védett természeti érték. A Tar-kő csúcsától K-re, 812 m tengerszint feletti magasságban van a bejárata. Triász mészkőben keletkezett a 18 m széles, 10 m hosszú és 2 m magas, sziklaeresz jellegű üreg. Régóta ismerték a turisták és a vadászok. A kőfülke alsó falát az egri Dobó Gimnázium Barlangkutató Csoportja törte át 1958-ban. Az európai pleisztocén faunafejlődés kulcsfontosságú helye a Jánossy Dénes által vezetett és 1960–1965-ben végzett ásatás eredményeként. Estók Bertalan szócikkében meg van említve, hogy Estók Bertalan munkássága kiterjedt a Tar-kői-kőfülke feltárására. Diákjaival aktívan részt vett a barlang őslénytani ásatásain.
2005. szeptember 1-től a környezetvédelmi és vízügyi miniszter 23/2005. (VIII. 31.) KvVM rendelete szerint a Bükk hegységben lévő Tar-kői-kőfülke fokozottan védett barlang. 2013. augusztus 12-től a belügyminiszter 43/2013. (VIII. 9.) BM rendelete szerint a Heves megyei, felsőtárkányi, 5343-2 barlangkataszteri számú és 21305 lelőhely-azonosítójú Tar-kői-kőfülke régészeti szempontból jelentős barlangnak minősül. 2015. november 3-tól a földművelésügyi miniszter 66/2015. (X. 26.) FM rendelete szerint a Tar-kői-kőfülke (Bükk hegység) fokozottan védett barlang.